# Phragmidium rosae-californicae
Phragmidium rosae-californicae är en svampart som beskrevs av Dietel 1905. Phragmidium rosae-californicae ingår i släktet Phragmidium och familjen Phragmidiaceae.   Inga underarter finns listade i Catalogue of Life.